# Liste der Baudenkmäler in Euerbach
Auf dieser Seite sind die Baudenkmäler in der unterfränkischen Gemeinde Euerbach zusammengestellt. Diese Tabelle ist eine Teilliste der Liste der Baudenkmäler in Bayern. Grundlage ist die Bayerische Denkmalliste, die auf Basis des Bayerischen Denkmalschutzgesetzes vom 1. Oktober 1973 erstmals erstellt wurde und seither durch das Bayerische Landesamt für Denkmalpflege geführt wird. Die folgenden Angaben ersetzen nicht die rechtsverbindliche Auskunft der Denkmalschutzbehörde.
 Diese Liste gibt den Fortschreibungsstand vom 23. Februar 2024 wieder und enthält 37 Baudenkmäler.

## Kirchenburg
Die Kirchenburg von Euerbach ist nahezu vollständig erhalten.

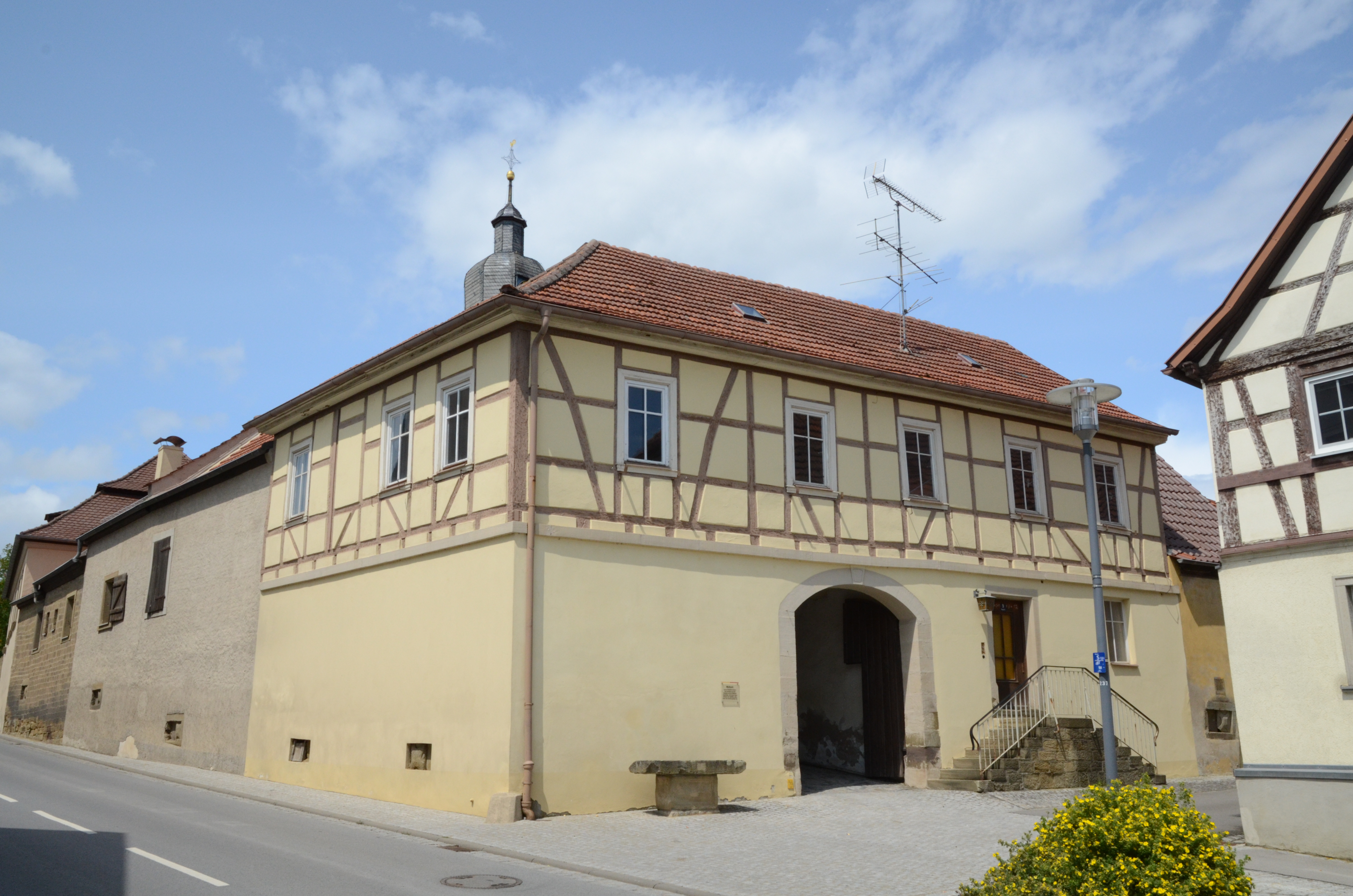
Torhaus
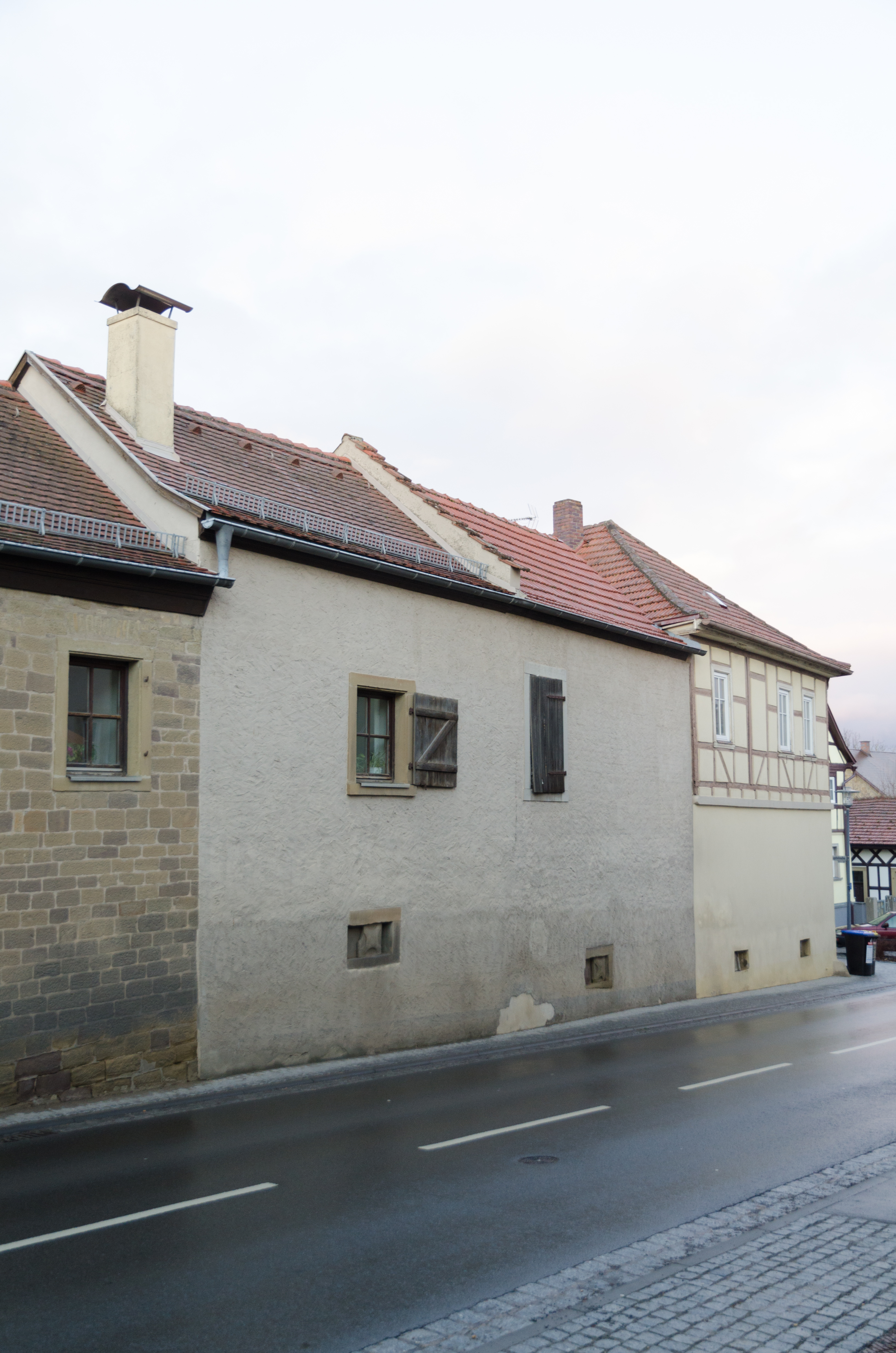
Gaden zur Hauptstraße
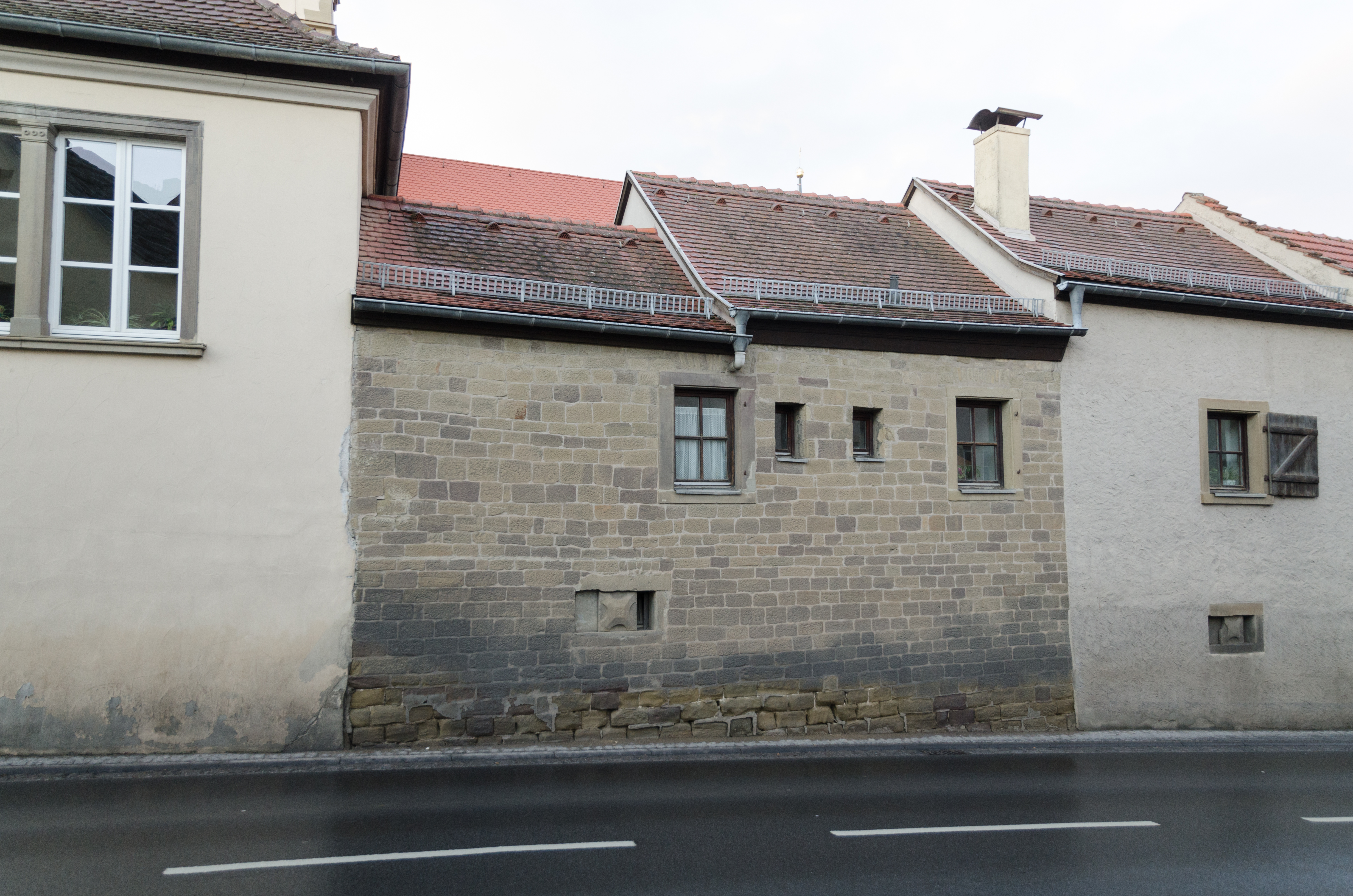
Gaden zur Hauptstraße
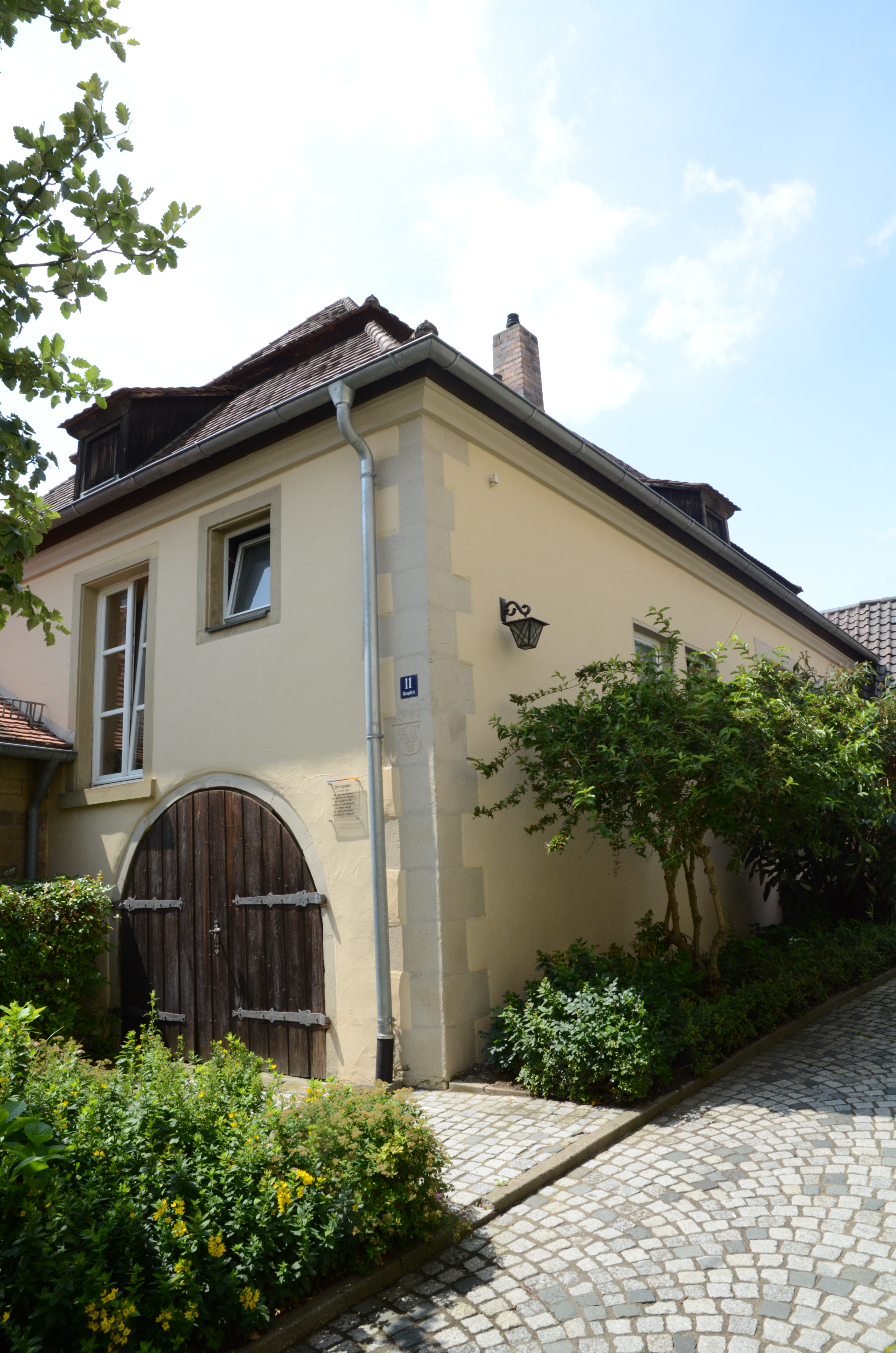
Zehntgade
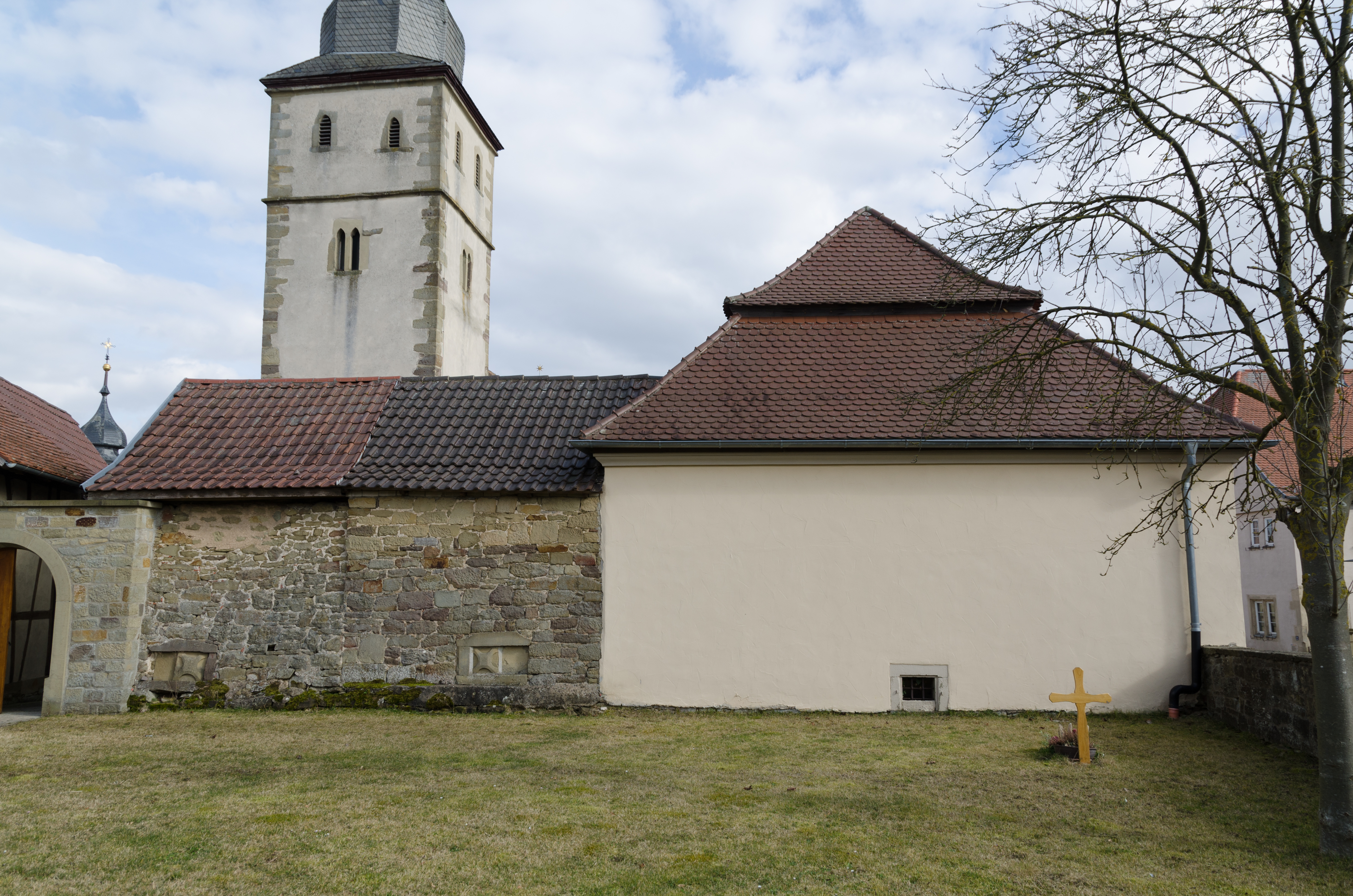
Westseite
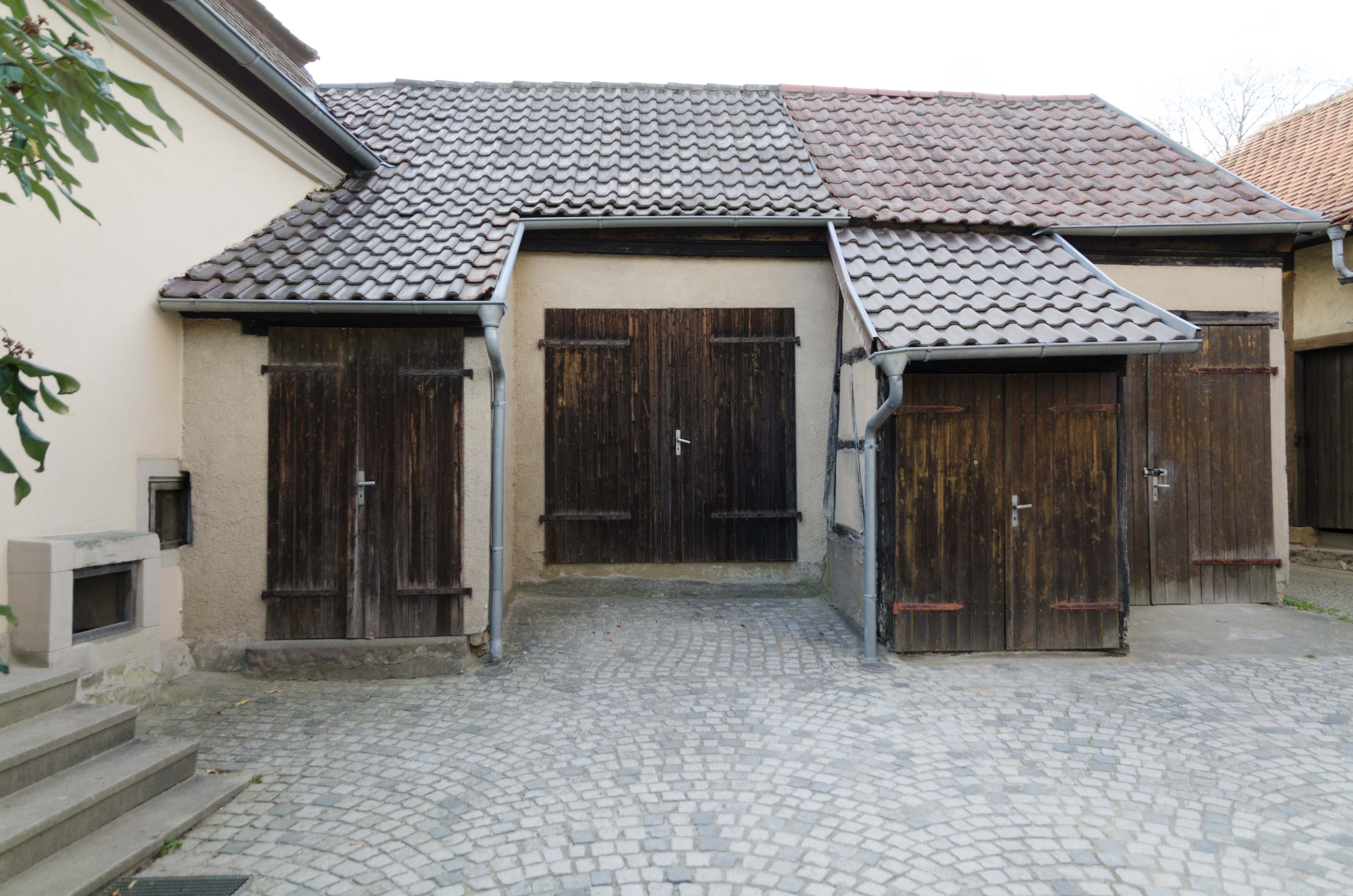
Westseite
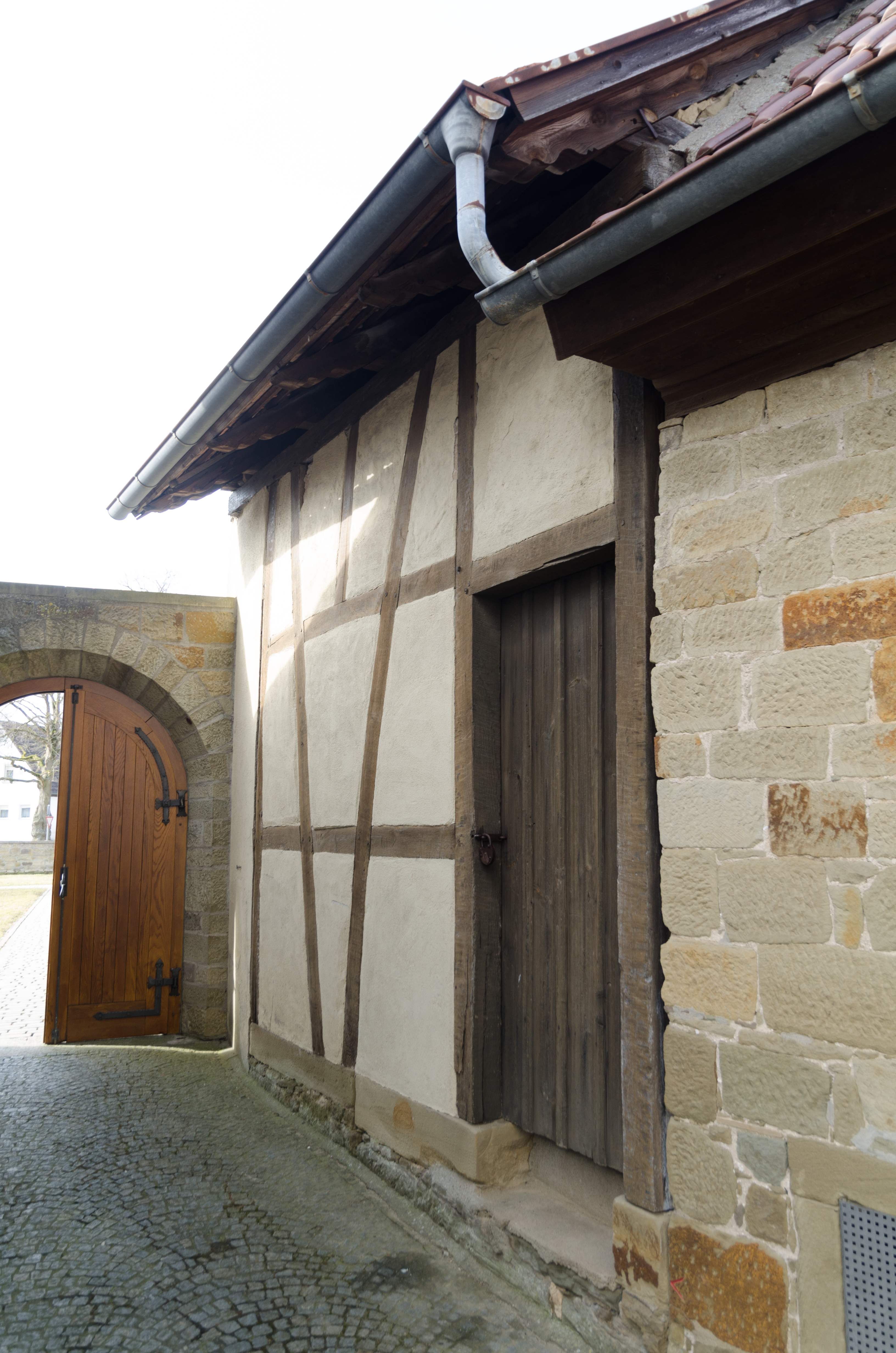
Westseite
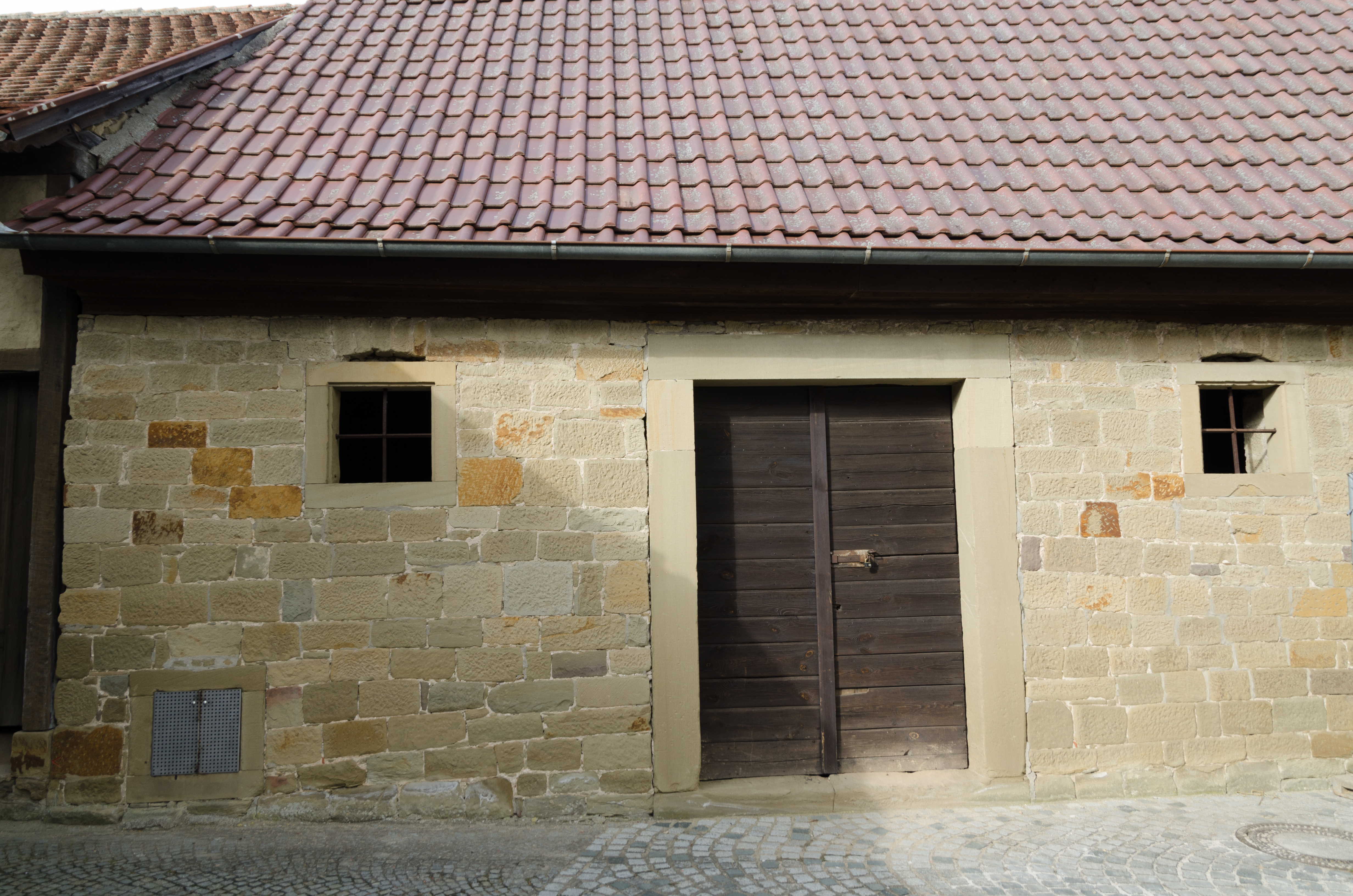
Nordseite
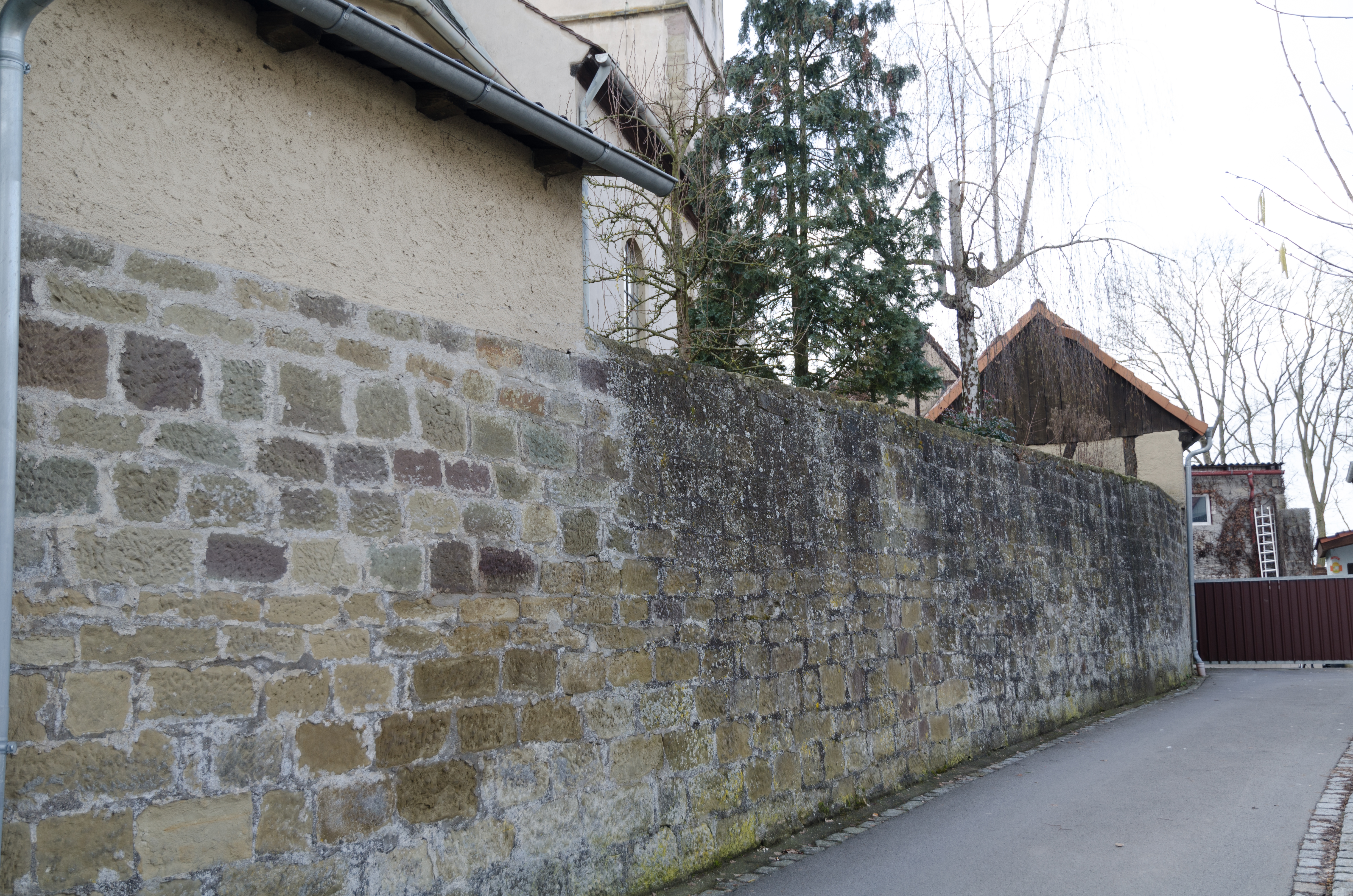
Nordseite
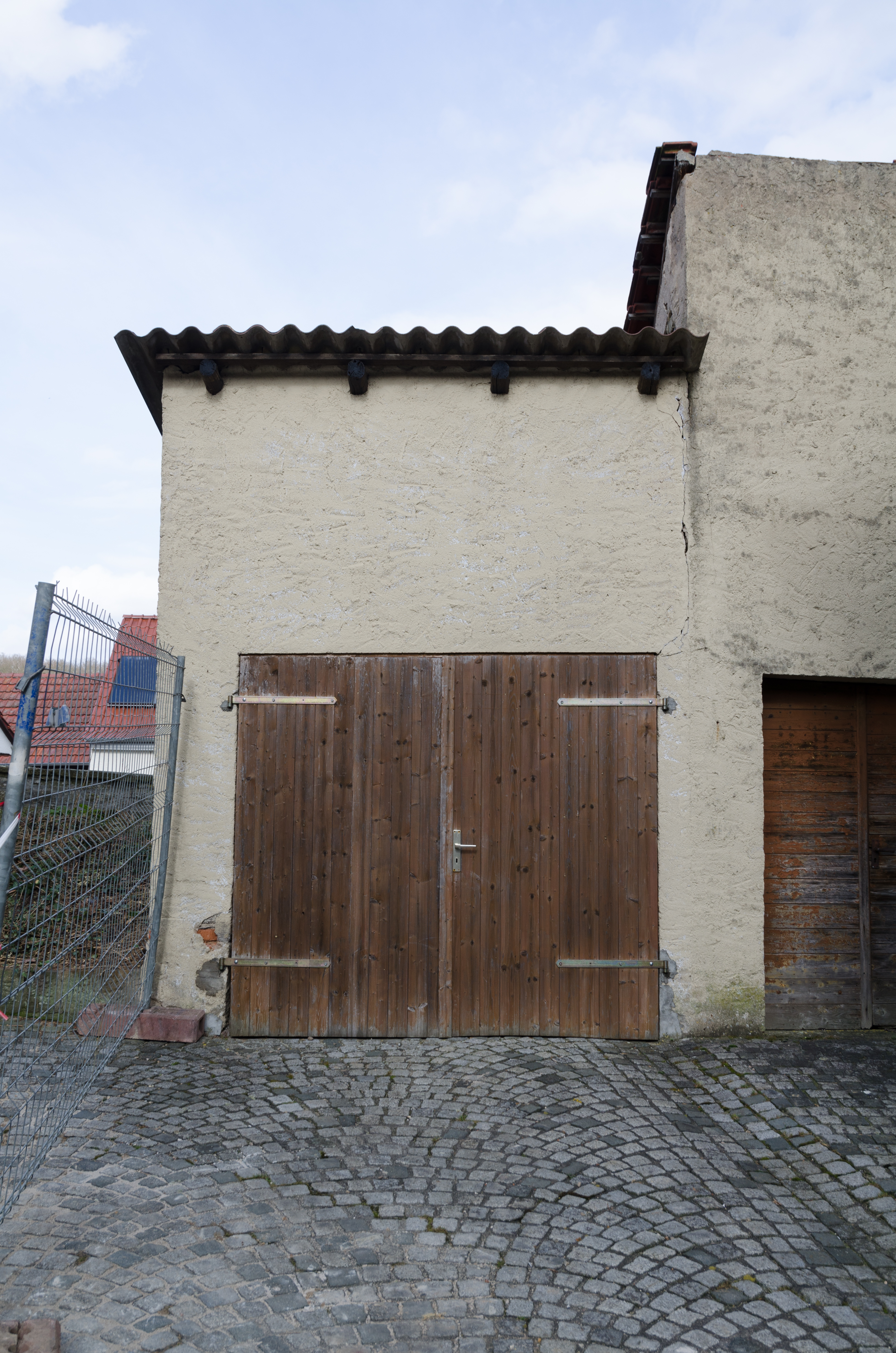
Nordseite
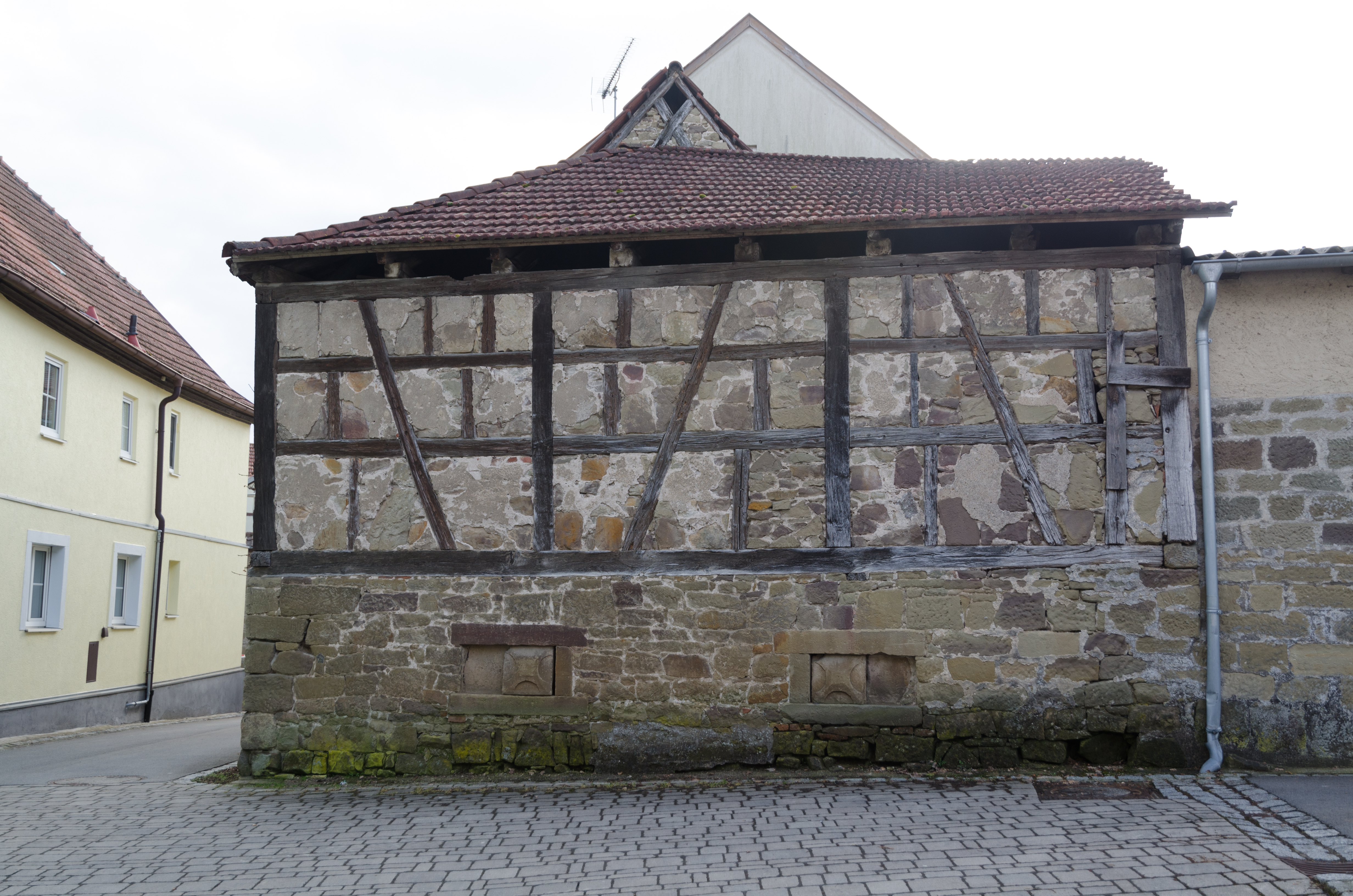
Nordseite
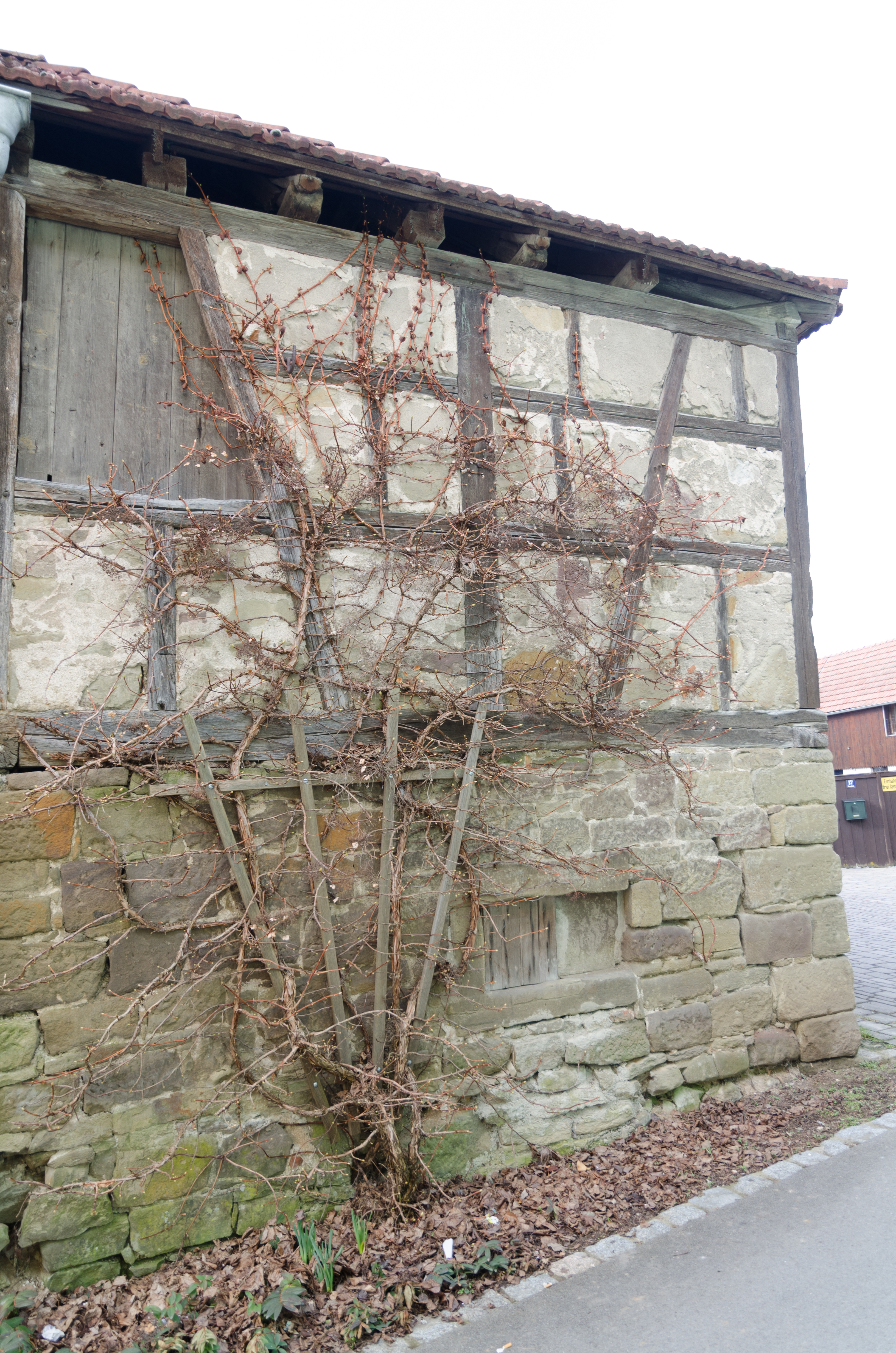
Westseite
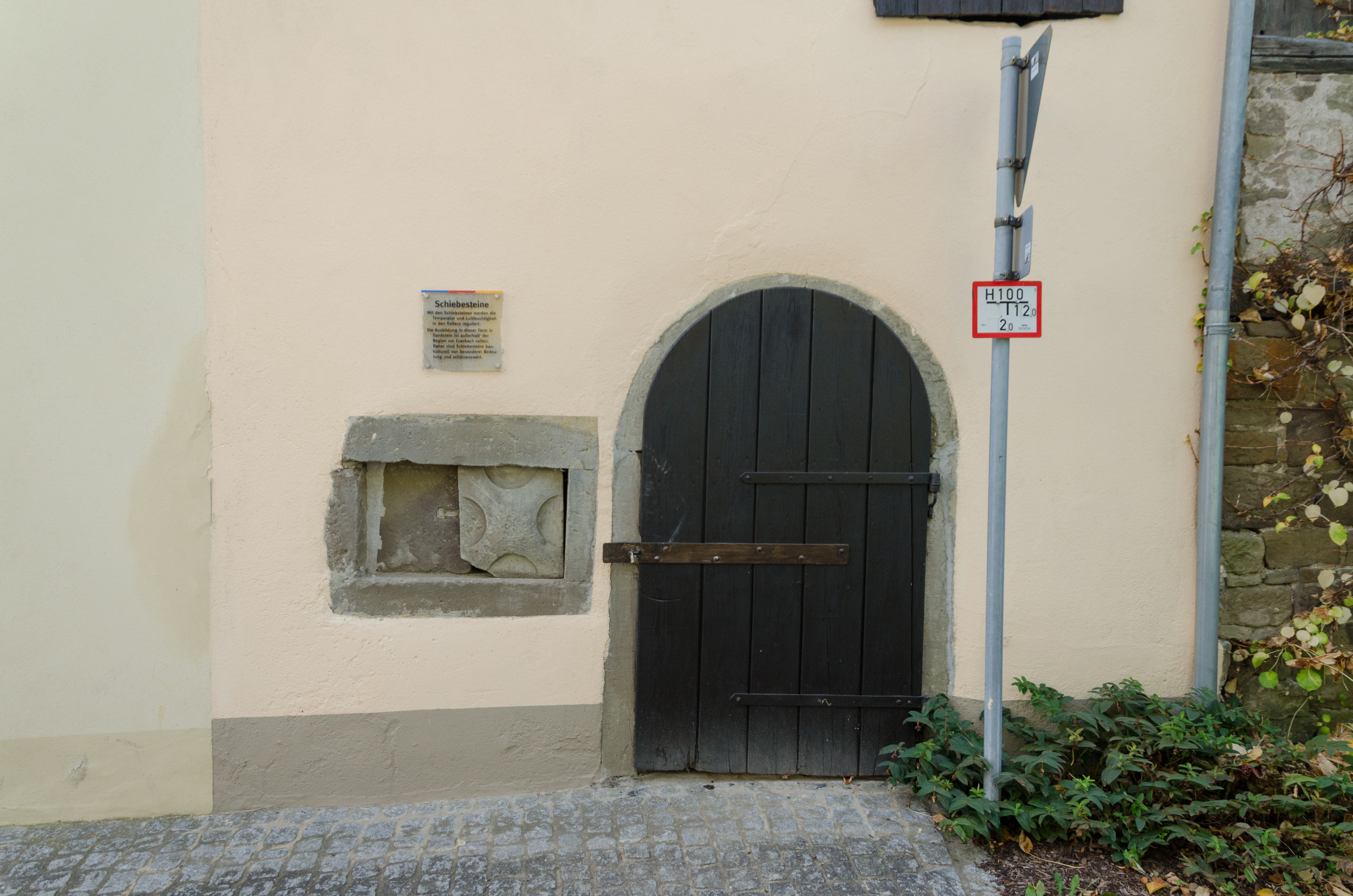
Westseite

| Lage                                          | Objekt                                                    | Beschreibung | Akten-Nr.             | Bild                                    |
| --------------------------------------------- | --------------------------------------------------------- | --- | --------------------- | --------------------------------------- |
| Hauptstraße 9 (Standort)                      | Torhaus der ehemaligen Kirchgadenanlage                   | Zweigeschossiger Walmdachbau mit korbbogiger Durchfahrt und Fachwerkobergeschoss, bezeichnet 1837                                        | D-6-78-128-3 Wikidata | Torhaus der ehemaligen Kirchgadenanlage |
| Hauptstraße 11 (Standort)                     | Zehntgade, ehemalige Schule                               | Eingeschossiger Mansarddachbau, um 1800, wohl über älterem Kern, Wappenstein mit bezeichnet 1560, später verändert; Teil der Kirchenburg | D-6-78-128-4 Wikidata | weitere Bilder                          |
| Hauptstraße 13 (Standort)                     | Evangelisch-lutherische Pfarrkirche St. Cosmas und Damian | Krypta und Turm wohl 1251, Chor erste Hälfte 14. Jahrhundert, Langhaus spätmittelalterlich dann 1742 umgebaut; Ausstattung               | D-6-78-128-5 Wikidata | weitere Bilder                          |
| Hauptstraße 13 (Standort)                     | Reste der ehemaligen Kirchenburg                          | | D-6-78-128-5 Wikidata | weitere Bilder                          |
| Hauptstraße 13 (Standort)                     | Gadenhäuser                                               | Sandsteinquader, 19. Jahrhundert, im Kern 16. Jahrhundert mit sogenannten Schiebsteinen                                                  | D-6-78-128-5 Wikidata | weitere Bilder                          |
| Hauptstraße 13; in der Kirchenburg (Standort) | Steinkreuz                                                | Mittelalterlich | D-6-78-128-5 Wikidata | weitere Bilder                          |

## Baudenkmäler nach Gemeindeteilen

### Euerbach
| Lage                                                                                | Objekt                                                     | Beschreibung | Akten-Nr.              | Bild           |
| ----------------------------------------------------------------------------------- | ---------------------------------------------------------- | --- | ---------------------- | -------------- |
| Am Steigberg; nördlich des Ortes am Steigholz (Standort)                            | Freitreppe zum ehemaligen Landschaftspark                  | Sandstein, um 1790 | D-6-78-128-29 Wikidata | weitere Bilder |
| Auenstraße 12 (Standort)                                                            | Wohnhaus                                                   | Fachwerkbau mit Frackdach, um 1700 (Wiederaufbau des äußeren Fachwerkgefüges) | D-6-78-128-35 Wikidata | weitere Bilder |
| Hasenklinge, nördlich der Straße nach Obbach (Standort)                             | Jüdischer Friedhof                                         | Mit Grabsteinen des 19. Jahrhunderts | D-6-78-128-12 Wikidata | weitere Bilder |
| Hauptstraße, FlNr. 148/1 (Standort)                                                 | Kriegerdenkmal                                             | für die Gefallenen des Preußisch-Österreichischen Krieges 1866 und des Deutsch-Französischen Krieges 1870/71, Obelisk auf Pidestal, spätes 19. Jh.                                                           | D-6-78-128-56          | weitere Bilder |
| Hauptstraße 4 (Standort)                                                            | Ehemaliger barocker Schlossgarten mit achteckigem Pavillon | Wohl nach Plänen von Balthasar Neumann und Einfriedungsmauer, angelegt Mitte 18. Jahrhundert unter den damaligen Dorfherren Johann Philipp und Franz Anton von Münster; ehemals zum Unteren Schloss gehörig  | D-6-78-128-1 Wikidata  | weitere Bilder |
| Hauptstraße 4 (Standort)                                                            | Brunnenhaus                                                | Mit Mansarddach, 18. Jahrhundert | D-6-78-128-1 Wikidata  | weitere Bilder |
| Hauptstraße 8 (Standort)                                                            | Ehemaliges Bibrasches Schloss                              | Zweigeschossiger giebelständiger Halbwalmdachbau mit verputztem Fachwerkobergeschoss, nachgotisch, an der Stelle eines im Bauernkrieg zerstörten Vorgängerbaus, erbaut von Freiherr Heinrich von Bibra, 1563 | D-6-78-128-2 Wikidata  | weitere Bilder |
| Hauptstraße 23 (Standort)                                                           | Ehemaliger Gasthof zum Schwarzen Roß, jetzt Wohnhaus       | Zweigeschossiger giebelständiger Halbwalmdachbau mit Fachwerkobergeschoss, 18. Jahrhundert | D-6-78-128-6 Wikidata  | weitere Bilder |
| Hauptstraße 43 (Standort)                                                           | Hoftor                                                     | Mit Fußgängerpforte, Sandstein, historistisch, 19. Jahrhundert | D-6-78-128-7 Wikidata  | weitere Bilder |
| Kirchgasse 2 (Standort)                                                             | Ehemaliges Rathaus                                         | Zweigeschossiger Satteldachbau mit Fachwerkobergeschoss, bezeichnet „1537“ | D-6-78-128-8 Wikidata  | weitere Bilder |
| Kirchgasse 4 (Standort)                                                             | Evangelisch-lutherisches Pfarrhaus                         | Zweigeschossiger giebelständiger Sandsteinquaderbau mit Satteldach, um 1870 | D-6-78-128-9 Wikidata  | weitere Bilder |
| Kirchgasse 4 (Standort)                                                             | Wappenstein                                                | In der Pfarrhofmauer | D-6-78-128-9 Wikidata  | weitere Bilder |
| Kirchgasse 8 (Standort)                                                             | Neue Pfarrkirche St. Michael                               | Saalbau mit Kreuzdach auf Rechteckgrundriss, im Osten durch Rechtecknische erweitert, 1968–1970 von Günter und Andreas Marquart, mit Ausstattung                                                             | D-6-78-128-57          | weitere Bilder |
| Kirchgasse 8 (Standort)                                                             | Pfarrheim                                                  | eingeschossiger Satteldachbau, gleichzeitig | D-6-78-128-57          | weitere Bilder |
| Kirchgasse 10 (Standort)                                                            | Alte Katholische Pfarrkirche St. Michael                   | Saalbau nach Plänen von Balthasar Neumann, 1738–46; mit Ausstattung | D-6-78-128-10 Wikidata | weitere Bilder |
| Kirchgasse 11 (Standort)                                                            | Ehemaliges Leichenwagenhaus der jüdischen Gemeinde         | Sandsteinquaderbau, 19. Jahrhundert | D-6-78-128-46 Wikidata | weitere Bilder |
| Nähe Seeweg, Nähe Hauptstraße (Standort)                                            | Bildstock                                                  | Mit gotischem Aufsatz, Heiliger Jakobus, 1518 | D-6-78-128-33 Wikidata | weitere Bilder |
| Nähe Weihersbrunnenweg, westlich des Dorfes (Standort)                              | Gemeindebrunnen                                            | Schöpfbrunnen mit Becken aus Sandsteinquadern, von Heinrich von Bibra renoviert „1569“ (bezeichnet), seit 1897 mit Pumpe versehen                                                                            | D-6-78-128-14 Wikidata | weitere Bilder |
| Nähe Weihersbrunnenweg, im ehemaligen Schlossgarten des Oberen Schlosses (Standort) | Ziehbrunnen                                                | Brunnenbecken aus Sandstein mit zwei Säulchen und Sturz, bezeichnet „1571“ | D-6-78-128-32 Wikidata | weitere Bilder |
| Nähe Wethweg (Standort)                                                             | Gruftkapelle der Herren von Münster                        | Hausteinbau mit Pyramidendach und rundbogigem Tor, Diamantquadereckgliederung, im Scheitel des Rundbogens Wappen der Herren von Steinau, erbaut 1608                                                         | D-6-78-128-11 Wikidata | weitere Bilder |
| Nähe Wethweg (Standort)                                                             | Friedhofsmauer                                             | 17./19. Jahrhundert | D-6-78-128-11 Wikidata | weitere Bilder |
| Nähe Wethweg (Standort)                                                             | Bildstockaufsatz                                           | In die Friedhofsmauer eingelassen, bezeichnet „1589“ | D-6-78-128-11 Wikidata | weitere Bilder |
| Nähe Wethweg; Nähe Hauptstraße (Standort)                                           | Wappenstein                                                | Vom abgegangenen oberen Tor, 17. Jahrhundert | D-6-78-128-11 Wikidata | weitere Bilder |

### Obbach
| Lage                                  | Objekt                              | Beschreibung | Akten-Nr.              | Bild           |
| ------------------------------------- | ----------------------------------- | --- | ---------------------- | -------------- |
| Am Heimbach 1 (Standort)              | Grabdenkmal                         | Konischer Sandsteinpfeiler mit Tuchgirlanden, bekrönt von Kugelurne, biedermeierlich, bezeichnet „1830“ | D-6-78-128-31 Wikidata | weitere Bilder |
| Aschenbau 1 (Standort)                | Bauernhaus                          | Zweigeschossiger giebelständiger Satteldachbau mit Zierfachwerkobergeschoss, 1698 | D-6-78-128-15 Wikidata | weitere Bilder |
| Dr.-Georg-Schäfer-Straße 3 (Standort) | Evangelisch-lutherische Pfarrkirche | Erhöht gelegene Chorturmkirche mit eingezogenem Chor im Ostturm, 1766–67; mit Ausstattung | D-6-78-128-16 Wikidata | weitere Bilder |
| Dr.-Georg-Schäfer-Straße 5 (Standort) | Schloss                             | Zweiflügelige Anlage, zweigeschossiger Nordflügel mit Fachwerkmezzanin und Mansarddach, erbaut für die Freiherren von Bobenhausen 1692–97, erweitert um dreigeschossigen Westflügel mit Freitreppe, unverputzter Sandsteinbau mit Mansarddach, im Stil Balthasar Neumanns, 1746–47; mit Ausstattung | D-6-78-128-17 Wikidata | weitere Bilder |
| Dr.-Georg-Schäfer-Straße 5 (Standort) | Schlosspark                         | Ausgedehnte Parkanlage | D-6-78-128-17 Wikidata | weitere Bilder |
| Kleinstraße 7 (Standort)              | Doppelwohnhaus                      | eingeschossiger Frackdachbau, Fachwerk verputzt, Erdgeschoss versteinert,17. Jh., im Nordwesten abgeschleppter Anbau, 19. Jh. | D-6-78-128-55          | weitere Bilder |
| Kleinstraße 14 (Standort)             | Kleinhaus                           | Eingeschossiges traufständiges Fachwerkhaus auf Sandsteinsockel, frühes 19. Jahrhundert | D-6-78-128-30 Wikidata | weitere Bilder |
| Kleinstraße 16 (Standort)             | Kleinhaus                           | Frackdachbau mit Fachwerkobergeschoss; Torpfeiler mit Vasenaufsätzen, bezeichnet „1808“ | D-6-78-128-18 Wikidata | weitere Bilder |

### Sömmersdorf
| Lage                                                  | Objekt                                           | Beschreibung | Akten-Nr.              | Bild             |
| ----------------------------------------------------- | ------------------------------------------------ | --- | ---------------------- | ---------------- |
| Brunnholz, Straße nach Brebersdorf (Standort)         | Bildstock                                        | Monolithisch, mit vierseitigem Aufsatz und Julius-Echter-Wappen am Schaft, bezeichnet „1598“                                           | D-6-78-128-28 Wikidata | weitere Bilder   |
| Euerbacher Straße 5, südöstlich des Dorfes (Standort) | Bildstock                                        | Monolithisch, mit vierseitigem Aufsatz und Julius-Echter-Wappen am Schaft, bezeichnet „1609“                                           | D-6-78-128-25 Wikidata | weitere Bilder   |
| Kirchberg 5 (Standort)                                | Katholische Filialkirche St. Johannes der Täufer | Saalbau mit polygonalem eingezogenem Chor und seitlich angefügtem Chorturm, Chor 1588, Turm 1604 und Langhaus 1795–96; mit Ausstattung | D-6-78-128-19 Wikidata | weitere Bilder   |
| Kirchberg 5 (Standort)                                | Zwei Steinkreuze                                 | In der Nordfassade des Turms | D-6-78-128-19 Wikidata | BW               |
| Kirchberg 5 (Standort)                                | Friedhofskreuz                                   | Um 1800 | D-6-78-128-19 Wikidata | Friedhofskreuz   |
| Nähe Zinnstraße (Standort)                            | Prozessionsaltar                                 | Retabel mit Relief der Vierzehnheiligen, Bekrönungskreuz, bezeichnet „1751“                                                            | D-6-78-128-23 Wikidata | Prozessionsaltar |
| Raiffeisenstraße 1 (Standort)                         | Kreuzschlepper                                   | Freifigur auf rundem Schaft mit Sockel, Sandstein, bezeichnet „1732“                                                                   | D-6-78-128-20 Wikidata | Kreuzschlepper   |
| Raiffeisenstraße 5 (Standort)                         | Hoftor                                           | Mit Fußgängerpforte, Pietà, zweite Hälfte 18. Jahrhundert                                                                              | D-6-78-128-21 Wikidata | BW               |
| Raiffeisenstraße 19 (Standort)                        | Fußgängerpforte                                  | Mit einseitigem Radabweiser, bezeichnet „1798“                                                                                         | D-6-78-128-22 Wikidata | Fußgängerpforte  |
| Rechts vom Egenhausner Weg (Standort)                 | Bildstock                                        | Mit Nische und Marienfigur, um 1850 | D-6-78-128-26 Wikidata | weitere Bilder   |
| Röderstück, Nähe „Hohe Birken“ (Standort)             | Bildstock                                        | Vierkantiger Schaft auf Tischsockel, vierseitiger Aufsatz mit Kreuzigung und Stifterfiguren, bezeichnet „1691“                         | D-6-78-128-27 Wikidata | weitere Bilder   |
| Steingrube (Standort)                                 | Prozessionsaltar                                 | Retabel mit Relief einer Monstranz, Figur des Matthäus, bezeichnet „1756“                                                              | D-6-78-128-24 Wikidata | weitere Bilder   |